# Radiaster
Radiaster is een geslacht van kamsterren, en het typegeslacht van de familie Radiasteridae. De wetenschappelijke naam werd in 1881 voorgesteld door Edmond Perrier.

## Soorten
- Radiaster elegans Perrier, 1881
- Radiaster gracilis (H.L. Clark, 1916)
- Radiaster notabilis (Fisher, 1913)
- Radiaster rowei H.E.S Clark & McKnight, 2000
- Radiaster tizardi (Sladen, 1882)